# Steinkirchen (Aßling)

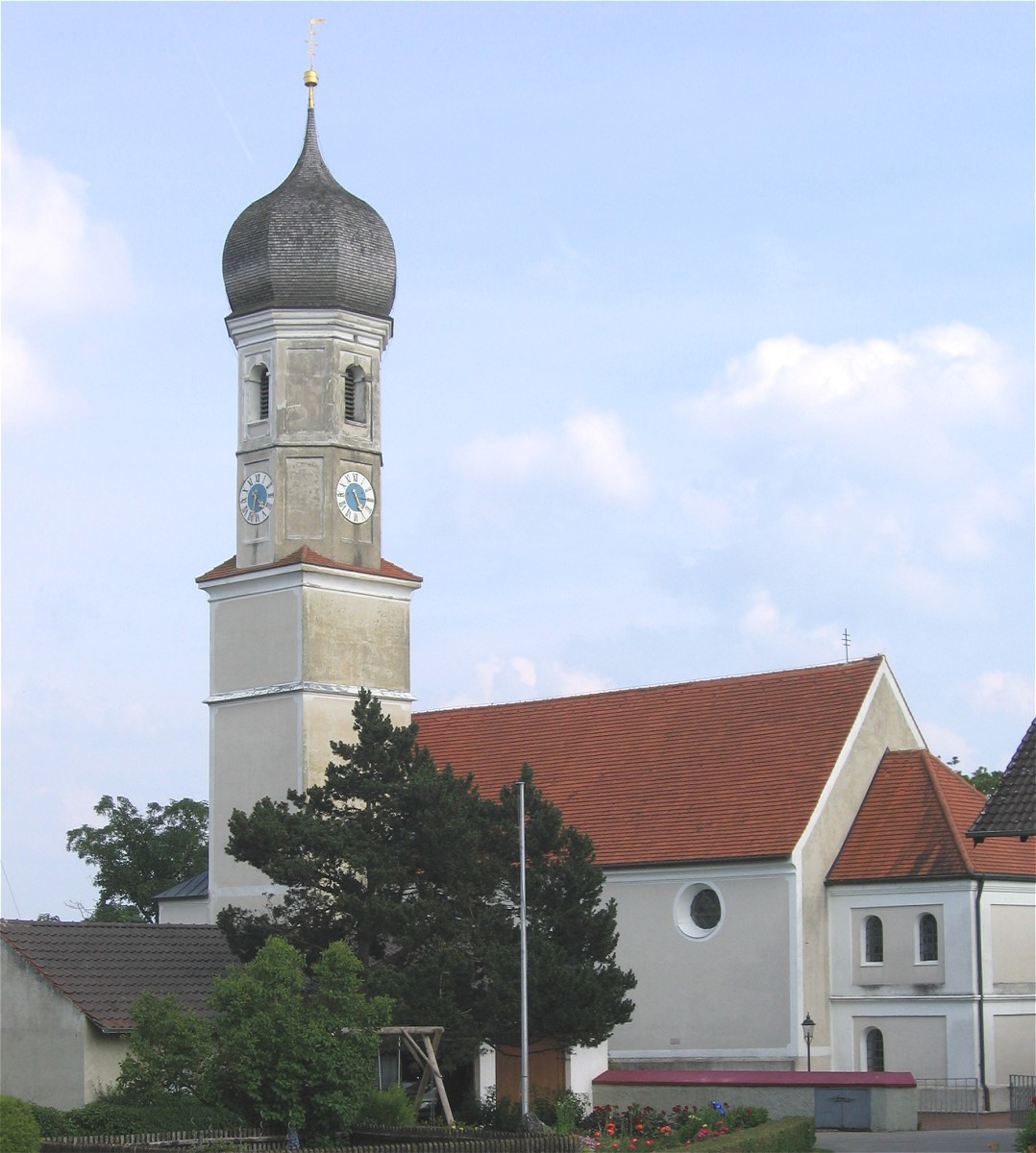
Katholische Filialkirche St. Martin (2007)

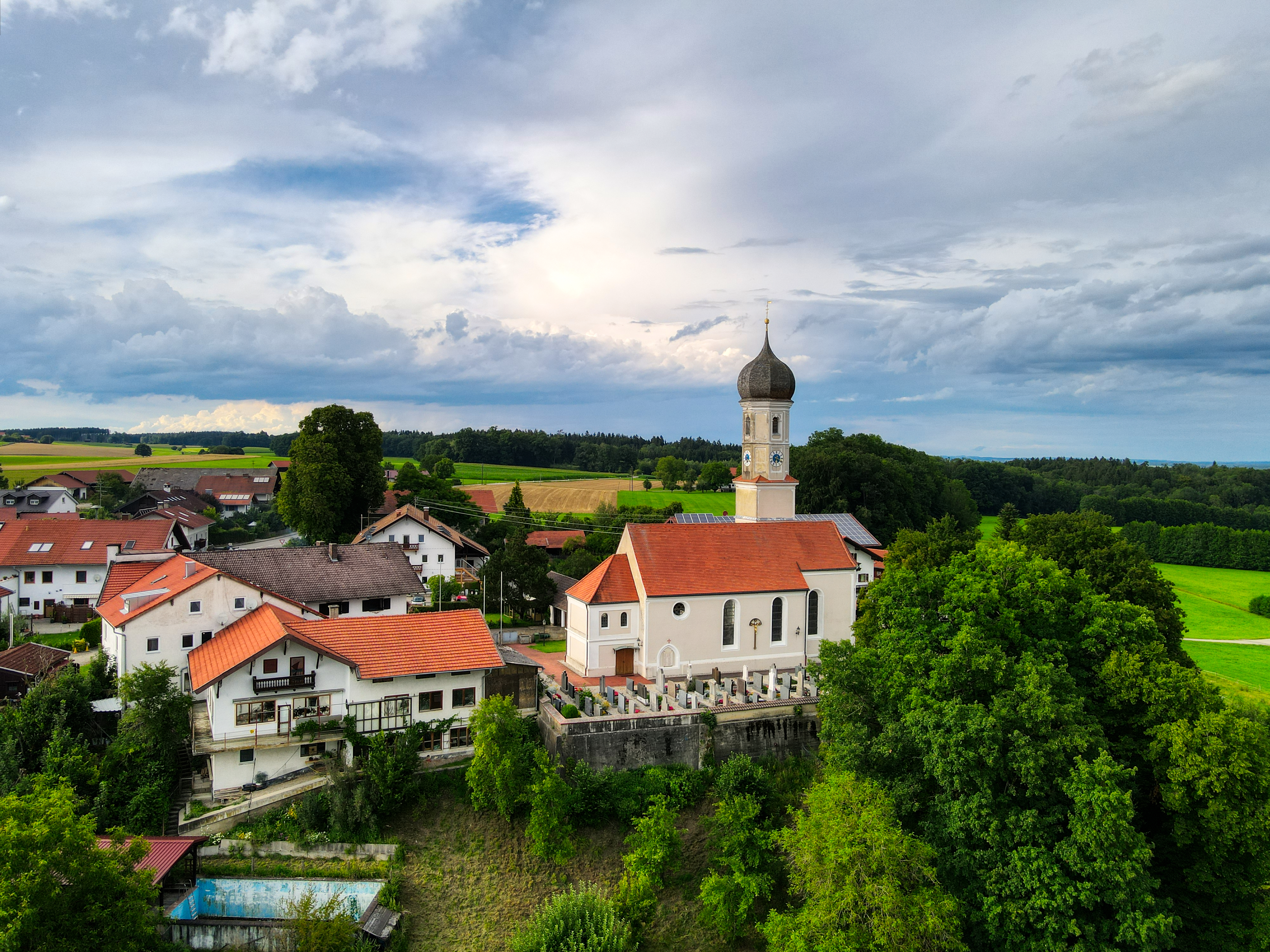
Katholische Filialkirche St. Martin aus Richtung Süden mit Friedhof. (2020)

Steinkirchen ist ein Ortsteil der oberbayerischen Gemeinde Aßling im Landkreis Ebersberg.

## Lage
Das Kirchdorf liegt nordöstlich des Kernortes Aßling. Westlich verläuft die Staatsstraße 2080 und südlich die Staatsstraße 2079. Westlich des Ortes fließt die Attel, ein linker Zufluss des Inns.

## Sehenswürdigkeiten
In der Liste der Baudenkmäler in Aßling sind für Steinkirchen drei Baudenkmäler aufgeführt:
- Der Bildstock am Höllgrabenholz, an der Straße nach Tegernau, ist eine hohe Steinsäule mit Laterne und Blechbild, bezeichnet „1753“.
- Die katholische Filialkirche St. Martin ist ein spätgotischer Saalbau mit eingezogenem Polygonalchor, nördlichem Flankenturm mit Zwiebelhaube und zweigeschossigem Vorbau. In der zweiten Hälfte des 17. Jahrhunderts wurde der aus der Zeit um 1515 stammende Bau barockisiert.
- Der ehemalige Bauernhof (Steinkirchen 7) ist eine zweigeschossige Einfirstanlage mit Blockbau-Obergeschoss, flachem Satteldach und Lauben. Das Gebäude stammt aus dem zweiten Viertel des 18. Jahrhunderts, das Bundwerk aus dem zweiten Viertel des 19. Jahrhunderts.